# AEG Dr.I
L'AEG Dr.I fu un caccia monoposto triplano realizzato dall'azienda tedesco imperiale Allgemeine Elektrizitäts-Gesellschaft (AEG) negli anni dieci del XX secolo e rimasto a livello di prototipo.
Progettato nel 1917 da Georg Koning, fu sostanzialmente la versione con velatura triplana del precedente AEG D.I, anche quello rimasto allo stadio preproduttivo, ma le prestazioni giudicate insoddisfacenti ne fecero interrompere lo sviluppo.

## Storia del progetto
Durante le prime fasi della prima guerra mondiale, l'industria meccanica progredì velocemente nello sviluppo della componentistica sottoposta alle autorità militari tedesco imperiali. Nell'ambito aeronautico, le nuove esigenze belliche crearono i presupposti per la produzione di nuovi velivoli da combattimento da destinare ai reparti della Luftstreitkräfte, la componente aerea del Deutsches Heer (l'esercito imperiale tedesco).
In quest'ambito la AEG sviluppò un nuovo modello, affidato alla progettazione di Georg Koning, che rispondeva alle specifiche Idflieg per la classe Dr Typ, quella dei caccia monoposto triplani, il primo di quel tipo realizzato dall'azienda e che per questo assunse la designazione Dr.I.
L'unico prototipo, equipaggiato con un motore Mercedes D.III da 160 PS (118 kW), venne completato nella primavera 1917 e portato in volo per la prima volta nel corso dello stesso anno. Le prime prove di volo però rivelarono che mantenendo lo stesso gruppo motoelica del suo predecessore il modello risultava sottopotenziato e data la disponibilità di modelli più efficienti venne deciso di abbandonarne lo sviluppo.

## Tecnica
L'AEG Dr.I conservava l'aspetto generale, tranne per la velatura, dei simili modelli prodotti nello stesso periodo dalle altre aziende: triplano, monomotore monoposto con carrello fisso.
La fusoliera, realizzata con struttura in tubi d'acciaio saldati e ricoperta di tela verniciata,  era caratterizzata dal singolo abitacolo aperto destinato al pilota. Posteriormente terminava in un impennaggio classico monoderiva dotato di piani orizzontali controventati da una coppia di montanti obliqui per lato.
La configurazione alare era triplana con ala superiore, media ed inferiore di ugual misura collegate tra loro da un montante interalare per lato ed integrati da tiranti in cavetto d'acciaio.
Il carrello d'atterraggio era fisso, molto semplice, montato su una struttura tubolare al di sotto della fusoliera, dotato di ruote di grande diametro collegate da un asse rigido ed integrato posteriormente con un pattino d'appoggio.
La propulsione era affidata ad un motore Mercedes D.III, un 6 cilindri in linea con raffreddamento a liquido, capace di erogare una potenza pari a 160 PS (118 kW), posizionato all'apice anteriore della fusoliera racchiuso da un cofano metallico ed abbinato ad un'elica bipala in legno a passo fisso.
L'armamento consisteva in due mitragliatrici LMG 08/15 calibro 7,92 mm poste davanti all'abitacolo, abbinate ad un dispositivo di sincronizzazione che consentiva di sparare senza conseguenze attraverso il disco dell'elica.

## Utilizzatori
Germania
- Luftstreitkräfte (previsto)